# 65. Primetime Emmy-gála
A 65. Primetime Emmy-gála során a 2012 és 2013 között főműsoridőben bemutatott, amerikai televíziós programokat értékelték. A jelölteket az Academy of Television Arts & Sciences választotta ki. A Los Angeles-i Nokia Theatreben tartott ceremóniát az CBS tűzte műsorra 2013. szeptember 22-én. A műsor házigazdája Neil Patrick Harris volt.
A gálát 17,63 millióan nézték meg, ez volt 2005 óta a legnagyobb nézettség, amit a gála produkált.

## Győztesek és jelöltek
A nyertesek félkövérrel jelölve.

### Műsorok
| Legjobb vígjátéksorozat | Legjobb drámasorozat |
| --- | --- |
| - Modern család (ABC) - A stúdió (NBC) - Agymenők (CBS) - Csajok (HBO) - Louie (FX) - Az alelnök (HBO) | - Breaking Bad – Totál szívás (AMC) - Downton Abbey (PBS) - Trónok harca (HBO) - Homeland – A belső ellenség (Showtime) - Kártyavár (Netflix) - Mad Men – Reklámőrültek (AMC) |
| Legjobb varieté szkeccssorozat | Legjobb minisorozat vagy tévéfilm |
| - The Colbert Report (Comedy Central) - The Daily Show with Jon Stewart (Comedy Central) - Jimmy Kimmel Live! (ABC) - Late Night with Jimmy Fallon (NBC) - Real Time with Bill Maher (HBO) - Saturday Night Live (NBC) | - Túl a csillogáson (HBO) - Amerikai Horror Story: Zártosztály (FX) - A Biblia (History) - Phil Spector (HBO) - Political Animals (USA) - A tó tükre (Sundance Channel)       |
| Legjobb vetélkedő | |
| - The Voice (NBC) - Versenyfutás a világ körül (CBS) - Dancing with the Stars (ABC) - Leendő divatdiktátorok (Lifetime) - So You Think You Can Dance (Fox) - Szakácsok gyöngye (Bravo)                                 | |

### Színészek

#### Főszereplők
| Legjobb férfi főszereplő (vígjátéksorozat) | Legjobb női főszereplő (vígjátéksorozat) |
| --- | --- |
| - Jim Parsons – Agymenők (Sheldon Cooper (CBS) (Epizód: “A lakhely konfiguráció”) - Alec Baldwin – A stúdió (Jack Donaghy) (NBC) - Jason Bateman – Az ítélet: család (Michael Bluth) (Netflix) - Louis C.K. – Louie (Louie) (FX) - Don Cheadle – Gátlástalanok (Marty Kaan) (Showtime) - Matt LeBlanc – Sikersorozat (Önmaga) (Showtime)                    | - Julia Louis-Dreyfus – Az alelnök (Selina Meyer) (HBO) - Laura Dern – Megvilágosultam (Amy Jellicoe) (HBO) - Lena Dunham – Csajok (Hannah Horvath) (HBO) - Edie Falco – Jackie nővér (Jackie Peyton) (Showtime) - Tina Fey – A stúdió (Liz Lemon) (NBC) - Amy Poehler – Városfejlesztési osztály (Leslie Knope) (NBC) |
| Legjobb férfi főszereplő (drámasorozat) | Legjobb női főszereplő (drámasorozat) |
| - Jeff Daniels – Híradósok (Will McAvoy) (HBO) - Hugh Bonneville – Downton Abbey (Robert) (PBS) - Bryan Cranston – Breaking Bad – Totál szívás (Walter White) (AMC) - Jon Hamm – Mad Men – Reklámőrültek (Don Draper) (AMC) - Damian Lewis – Homeland – A belső ellenség (Nicholas Brody) (Showtime) - Kevin Spacey – Kártyavár (Frank Underwood) (Netflix) | - Claire Danes – Homeland – A belső ellenség (Carrie Mathison) (Showtime) - Connie Britton – Nashville (Rayna Jaymes) (ABC) - Michelle Dockery – Downton Abbey (Lady Mary Crawley) (PBS) - Vera Farmiga – Bates Motel – Psycho a kezdetektől (Norma Louise Bates) (A&E) - Elisabeth Moss – Mad Men – Reklámőrültek (Peggy Olson) (AMC) - Kerry Washington – Botrány (Olivia Pope) (ABC) - Robin Wright – Kártyavár (Claire Underwood) (Netflix) |
| Legjobb férfi főszereplő (minisorozat, antológiasorozat vagy tévéfilm) | Legjobb női főszereplő (minisorozat, antológiasorozat vagy tévéfilm) |
| - Michael Douglas – Túl a csillogáson (Liberace) (HBO) - Benedict Cumberbatch – Az utolsó angol úriember (Christopher Tietjens) (HBO) - Matt Damon – Túl a csillogáson (Scott Thorson) (HBO) - Toby Jones – Hitchcock és Tippi Hedren (Alfred Hitchcock) (HBO) - Al Pacino – Phil Spector (Phil Spector) (HBO)                                              | - Laura Linney – The Big C (Cathy Jamison) (Showtime) - Jessica Lange – Amerikai Horror Story: Zártosztály (Jude Martin / Judy Martin) (FX) - Helen Mirren – Phil Spector (Linda Kenney Baden) (HBO) - Elisabeth Moss – A tó tükre (Robin Griffin) (Sundance Channel) - Sigourney Weaver – Political Animals (Elaine Barrish) (USA) |

#### Mellékszereplők
| Legjobb férfi mellékszereplő (vígjátéksorozat) | Legjobb női mellékszereplő (vígjátéksorozat) |
| --- | --- |
| - Tony Hale – Az alelnök (Gary Walsh) (HBO) - Ty Burrell – Modern család (Phil Dunphy) (ABC) (Epizód: “Vakrandi”) - Adam Driver – Csajok (Adam Sackler) (HBO) - Jesse Tyler Ferguson – Modern család (Mitchell Pritchett) (ABC) (Epizód: “Egy kis extra”) - Bill Hader – Saturday Night Live (További szereplők) (NBC) - Ed O’Neill – Modern család (Jay Pritchett) (ABC) (Epizód: “Horgásztúra meglepetésekkel”) | - Merritt Wever – Jackie nővér (Zoey Barkow) (Showtime) - Mayim Bialik – Agymenők (Amy Farrah Fowler) (CBS) (Epizód: “A halbél eltávolítás”) - Julie Bowen – Modern család (Claire Dunphy) (ABC) (Epizód: “Csetlés-botlás”) - Anna Chlumsky – Az alelnök (Amy Brookheimer) (HBO) - Jane Krakowski – A stúdió (Jenna Maroney) (NBC) - Jane Lynch – Glee – Sztárok leszünk! (Sue Sylvester) (Fox) (Epizód: “Viszály”) - Sofía Vergara – Modern család (Gloria Delgado-Pritchett) (ABC) (Epizód: “Garázsvarázs”) |
| Legjobb férfi mellékszereplő (drámasorozat) | Legjobb női mellékszereplő (drámasorozat) |
| - Bobby Cannavale – Boardwalk Empire – Gengszterkorzó (Gyp Rosetti) (HBO) - Jonathan Banks – Breaking Bad – Totál szívás (Mike Ehrmantraut) (AMC) - Jim Carter – Downton Abbey (Charles Carson) (PBS) - Peter Dinklage – Trónok harca (Tyrion Lannister) (HBO) - Mandy Patinkin – Homeland – A belső ellenség (Saul Berenson) (Showtime) - Aaron Paul – Breaking Bad – Totál szívás (Jesse Pinkman) (AMC)         | - Anna Gunn – Breaking Bad – Totál szívás (Skyler White) (AMC) - Morena Baccarin – Homeland – A belső ellenség (Jessica Brody) (Showtime) - Christine Baranski – A férjem védelmében (Diane Lockhart) (CBS) - Emilia Clarke – Trónok harca (Daenerys Targaryen) (HBO) - Christina Hendricks – Mad Men – Reklámőrültek (Joan Harris) (AMC) - Maggie Smith – Downton Abbey (Violet Crawley) (PBS) |
| Legjobb férfi mellékszereplő (minisorozat, antológiasorozat vagy tévéfilm) | Legjobb női mellékszereplő (minisorozat, antológiasorozat vagy tévéfilm) |
| - James Cromwell – Amerikai Horror Story: Zártosztály (Dr. Arthur Arden / Hans Grüper) (FX) - Scott Bakula – Túl a csillogáson (Bob Black) (HBO) - John Benjamin Hickey – The Big C (Sean Tolke) (Showtime) - Peter Mullan – A tó tükre (Matt Mitcham) (Sundance Channel) - Zachary Quinto – Amerikai Horror Story: Zártosztály (Dr. Oliver Thredson) (FX)                                                        | - Ellen Burstyn – Political Animals (Margaret Barrish) (USA) - Sarah Paulson – Amerikai Horror Story: Zártosztály (Lana Winters) (FX) - Charlotte Rampling – A múlt árnyékában (Sally Gilmartin / Eva Delectorskaya (idősen)) (Sundance Channel) - Imelda Staunton – Hitchcock és Tippi Hedren (Alma Reville) (HBO) - Alfre Woodard – Acélmagnóliák (Louisa "Ouiser" Boudreaux) (Lifetime) |

### Koreográfia
| Legjobb koreográfia |
| --- |
| - Dancing with the Stars - "Hey Pachuco" / "Para Los Rumberos" / "Walking on Air" – Derek Hough (ABC) - Dancing with the Stars - "Heart Cry" / "Stars" – Allison Holker, Derek Hough (ABC) - Rodgers & Hammerstein's Carousel (Live from Lincoln Center) – Warren Carlyle (PBS) - So You Think You Can Dance - "Call of the Wild (Circle of Life)" / "Love Cats" / "Beautiful People" – Tabitha D'umo, Napoleon D'umo (Fox) - So You Think You Can Dance - "Possibly Maybe" / "Turning Page" / "Sail" – Sonya Tayeh (Fox) - So You Think You Can Dance - "The Power of Love" / "Wild Horses" – Mandy Moore (Fox) - So You Think You Can Dance - "Where the Light Gets In" / "Without You" / "Unchained Melody" – Travis Wall (Fox) |

### Rendezők
| Legjobb rendező (vígjátéksorozat) | Legjobb rendező (drámasorozat) |
| --- | --- |
| - Modern család (Epizód: "Páran a slamasztikában") – Gail Mancuso (ABC) - A stúdió (Epizód: "Hogcock!" / "Last Lunch") – Beth McCarthy-Miller (NBC) - Glee – Sztárok leszünk! (Epizód: "Dalpárbaj") – Paris Barclay (Fox) - Csajok (Epizód: "On All Fours") – Lena Dunham (HBO) - Louie (Epizód: "New Year's Eve") – Louis C.K. (FX) | - Kártyavár (Epizód: "A kép peremén") – David Fincher (Netflix) - Boardwalk Empire – Gengszterkorzó (Epizód: "Margate Sands") – Tim Van Patten (HBO) - Breaking Bad – Totál szívás (Epizód: "Rengeteg pénz")– Michelle MacLaren (AMC) - Downton Abbey (Epizód: "Negyedik rész") – Jeremy Webb (PBS) - Homeland – A belső ellenség (Epizód: "Vallomás") – Lesli Linka Glatter (Showtime) |
| Legjobb rendező (varietésorozat) | Legjobb rendező (minisorozat, antológiasorozat vagy tévéfilm) |
| - Saturday Night Live (Epizód: "Műsorvezető: Justin Timberlake") – Don Roy King (NBC) - The Colbert Report (Epizód: "8131. rész") – Jim Hoskinson (Comedy Central) - The Daily Show with Jon Stewart (Epizód: "17153. rész") – Chuck O'Neil (Comedy Central) - Jimmy Kimmel Live! (Epizód: "13-1810. rész") – Andy Fisher (ABC) - Late Show with David Letterman (Epizód: "3749. rész") – Jerry Foley (CBS) - Portlandia (Epizód: "Alexandra") – Jonathan Krisel (IFC) | - Túl a csillogáson – Steven Soderbergh (HBO) - Hitchcock és Tippi Hedren – Julian Jarrold (HBO) - Phil Spector – David Mamet (HBO) - Ring of Fire – Allison Anders (Lifetime) - A tó tükre (Epizód: "5. rész") – Jane Campion, Garth Davis (Sundance Channel) |

### Forgatókönyvírók
| Legjobb forgatókönyv (vígjátéksorozat) | Legjobb forgatókönyv (drámasorozat) |
| --- | --- |
| - A stúdió (Epizód: "Last Lunch") – Tina Fey, Tracey Wigfield (NBC) - A stúdió (Epizód: "Hogcock!") – Jack Burditt, Robert Carlock (NBC) - Sikersorozat (Epizód: "Kilencedik rész") – David Crane, Jeffrey Klarik (Showtime) - Louie (Epizód: "Daddy's Girlfriend, Part 1") – Pamela Adlon, Louis C.K. (FX) - Office (Epizód: "Finálé") – Greg Daniels (NBC) | - Homeland – A belső ellenség (Epizód: "Vallomás") – Henry Bromell (Showtime) - Breaking Bad – Totál szívás (Epizód: "A rakomány") – George Mastras (AMC) - Breaking Bad – Totál szívás (Epizód: "Mondd a nevem") – Thomas Schnauz (AMC) - Downton Abbey (Epizód: "NEgyedik rész") – Julian Fellowes (PBS) - Trónok harca (Epizód: "Castamere-i esők") – David Benioff, D. B. Weiss (HBO) |
| Legjobb forgatókönyv (varietésorozat) | Legjobb forgatókönyv (minisorozat vagy tévéfilm) |
| - The Colbert Report (Comedy Central) - The Daily Show with Jon Stewart (Comedy Central) - Jimmy Kimmel Live! (ABC) - Portlandia (IFC) - Real Time with Bill Maher (HBO) - Saturday Night Live (NBC) | - The Hour – Abi Morgan (BBC America) - Túl a csillogáson – Richard LaGravenese (HBO) - Az utolsó angol úriember – Tom Stoppard (HBO) - Phil Spector – David Mamet (HBO) - A tó tükre – Jane Campion, Gerard Lee (Sundance Channel) |

## Műsorvezetők
A gálán az alábbi műsorvezetők működtek közre:
- Tina Fey
- Amy Poehler
- Malin Åkerman
- LL Cool J
- Emily Deschanel
- Zooey Deschanel
- Robin Williams
- Alec Baldwin
- Jon Hamm
- Will Arnett
- Margo Martindale
- Melissa Leo
- Jimmy Kimmel
- Sofía Vergara
- Rob Reiner
- Matt Damon
- Michael Douglas
- Connie Britton
- Blair Underwood
- Jane Lynch
- Stephen Amell
- Mindy Kaling
- Diahann Carroll
- Kerry Washington
- Julianna Margulies
- Dylan McDermott
- Don Cheadle
- Jimmy Fallon
- Emilia Clarke
- Dean Norris
- Dan Bucatinsky
- Carrie Preston
- Bob Newhart
- Jim Parsons
- Michael J. Fox
- Tim Gunn
- Heidi Klum
- Alyson Hannigan
- Cobie Smulders
- Edie Falco
- Anna Faris
- Allison Janney
- Kaley Cuocog
- Bruce Rosenblum
- Andre Braugher
- Mark Harmon
- Bryan Cranston
- Claire Danes
- Will Ferrell

## In Memoriam
A gála "in memoriam" szegmense az alábbi elhunyt személyekről emlékezett meg:
- David Frost
- Dennis Farina
- Annette Funicello
- Eydie Gormé
- Dale Robertson
- Larry Hagman
- Leslie Frankenheimer
- Conrad Bain
- Maxine Stuart
- Lee Thompson Young
- Preston Davis
- Alan Kirschenbaum
- James Loper
- Lou Myers
- Milo O'Shea
- Fran Bascom
- Lois Smith
- Roger Ebert
- Emily Squires
- Bonnie Dore
- Eileen Brennan
- Bonnie Franklin
- Russell Means
- Milt Hoffman
- Jack Shea
- Jeanne Cooper
- Allan Arbus
- Henry Bromell
- David Connell
- Charles Durning
- Richard Matheson
- Harry Carey Jr.
- Ken Venturi
- Pat Summerall
- Steve Sabol
- Alex Karras
- Jack Klugman
- Jenni Rivera
- Eddie Michaels
- Michael Ansara
- Charles Lisanby
- Fay Kanin
- Emanuel Steward
- Ray Dolby
- Julie Harris
- Deborah Raffin
- Patti Page
- Andy Williams

## Fordítás
- Ez a szócikk részben vagy egészben  a(z)   65th Primetime Emmy Awards című angol Wikipédia-szócikk fordításán alapul.  Az eredeti cikk szerkesztőit annak laptörténete sorolja fel. Ez a jelzés csupán a megfogalmazás eredetét és a szerzői jogokat jelzi, nem szolgál a cikkben szereplő információk forrásmegjelöléseként.